# Stary Jarosław
Stary Jarosław (deutsch Alt Järshagen, früher Jershagen), abgekürzt Str. Jarosław, ist ein Dorf im Poviat Sławno der polnischen Woiwodschaft Westpommern. Es gehört zur Landgemeinde (Gmina wiejska) Darłowo.

## Geographische Lage
Alt Järshagen liegt in Hinterpommern, etwa neun Kilometer östlich der Stadt Darłowo (Rügenwalde).

## Geschichte

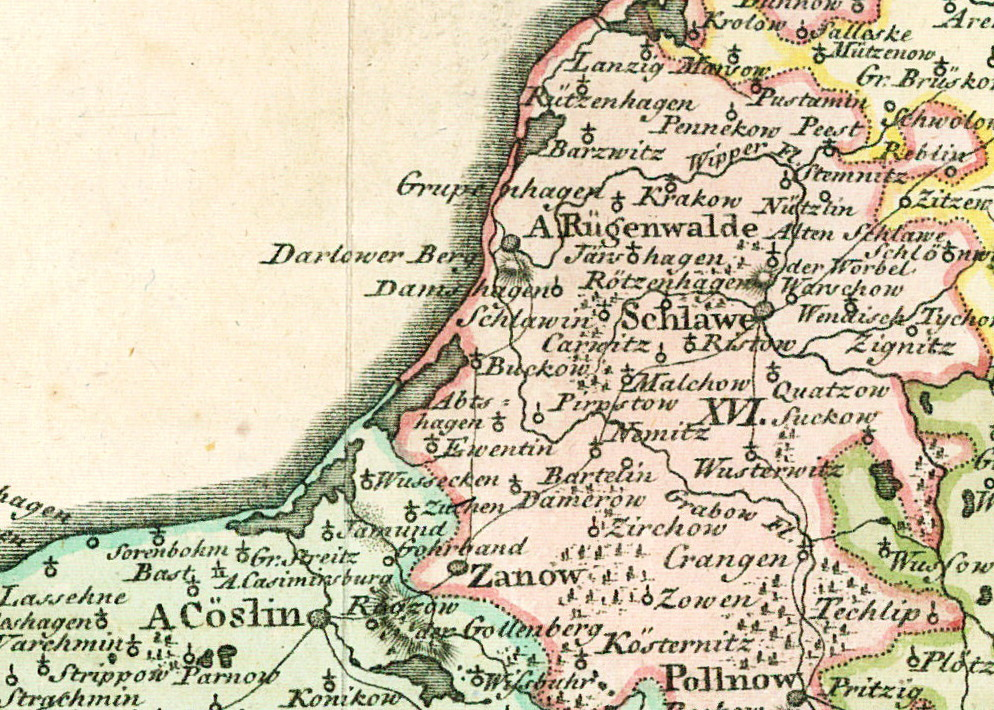
Järshagen nordwestlich von Schlawe und östlich von Rügenwalde auf einer Landkarte von 1794

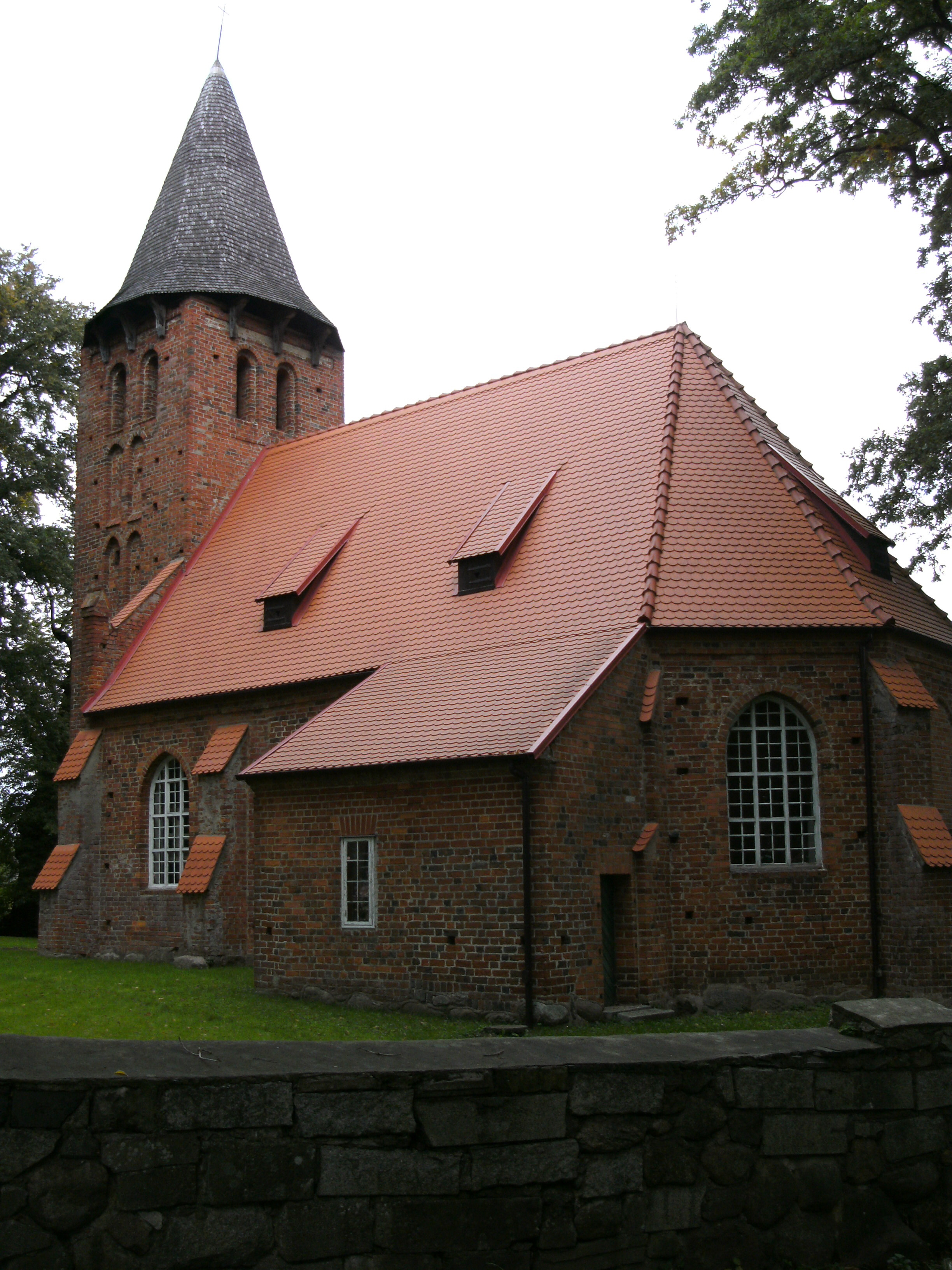
Pfarrkirche, bis 1945 evangelisch

Die Namensschreibweise ist in früherer Zeit verschieden: Jarslafshagen, Gerslaweshagen, Jerestzlaceshaghen oder Jarslaffshagen. Der Name bedeutet „Zu den Gehegen“ des Jareslaus oder Jaroslaw bzw. Jerslaf. Die Vorsilbe „Alt“ kam erst nach der Anlage von Neu Järshagen zu Beginn des 19. Jahrhunderts auf.
Die im Mittelalter gegründete Ansiedlung gehörte ursprünglich zur Kastellanei Dirlow (Rügenwalde); die  Grenzen der Gemarkung Järshagen wurden von dem jeweiligen regierenden Burgherrn festgelegt, so um 1333 wohl  von Jesko von Rügenwalde.  Später gehörte sie  zum Rügenwalder Amt. Nachdem der Pachtvertrag des Domänenpächters für das Vorwerk Järshagen  im Jahr 1804 ausgelaufen war, wurde es später dem Pächter gegen Zahlung einer einmaligen Erbstands-Gebühr in Höhe von 8300 Talern in Erbpacht überlassen. Zwischen 1900 und 1945 lag die Anzahl ihrer Einwohner stets unter 800. Die Dorfbewohner lebten in erster Linie vom Ackerbau, von der Viehzucht und von der Forstwirtschaft.
Bis 1945 gehörte Alt Järshagen zum Landkreis Schlawe i. Pom.  im Regierungsbezirk Köslin der  Provinz Pommern.
Am Ende des Zweiten Weltkriegs wurde Alt Järshagen am 7. März 1945 von der Roten Armee besetzt.  Nach  Kriegsende wurde der Ort – wie ganz Hinterpommern – unter polnische Verwaltung gestellt. Es begann nun die Zuwanderung polnischer und ukrainischer Zivilisten, die anfangs vorwiegend aus Gebieten östlich der Curzon-Linie kamen und die sich der Häuser und Höfe bemächtigten. Ab Sommer 1945 wurde die einheimische Bevölkerung von der kommunistischen polnischen Verwaltungsbehörde in Richtung Westen vertrieben.
Alt Järshagen wurde in Stary Jarosław umbenannt.

### Demographie
| Jahr | Einwohner | Anmerkungen                                      |
| ---- | --------- | ------------------------------------------------ |
| 1818 | 502       | Kirchdorf, in königlichem Besitz                 |
| 1852 | 758       | [ 4 ]                                            |
| 1864 | 806       | am 3. Dezember, auf einer Fläche von 3957 Morgen |
| 1867 | 778       | am 3. Dezember                                   |
| 1871 | 758       | am 1. Dezember, ausnahmslos Evangelische         |
| 1910 | 660       | am 1. Dezember                                   |
| 1925 | 676       | [ 9 ]                                            |
| 1933 | 689       | [ 9 ]                                            |
| 1939 | 667       | [ 9 ]                                            |

### Amtsbezirk Järshagen
Bis 1945 bildeten die Gemeinden Alt Järshagen, Alt Kugelwitz (heute polnisch: Kowalewice), Grupenhagen (Krupy), Neu Järshagen (Nowy Jarosław), Neu Kugelwitz (Kowalewiczki), Schöningswalde (Sińczyca) und Sellen (Zielnowo) den Amtsbezirk Järshagen im Landkreis Schlawe i. Pom. im Regierungsbezirk Köslin der preußischen Provinz Pommern. Er hatte seinen Sitz in Alt Järshagen.
Ebenso hatte in Alt Järshagen das Standesamt, das für alle genannten Gemeinden zuständig war,  seinen Standort. Das zuständige Amtsgericht war das in Rügenwalde (Darłowo).

## Kirche

### Pfarrkirche
Die Kirche mit Westturm und beidseitigen Anbauten ist ein Ziegelbau und stammt aus gotischer Zeit um 1400. Der Altartisch ist aufgemauert und stammt aus der Zeit um 1700. Der Hauptteil ist ein geschnitztes Abendmahlsbild, von vier Säulen eingeschlossen, zwischen denen Petrus und Paulus sowie Adam und Eva dargestellt sind. Die Orgel stammt von Christian Friedrich Völkner aus Dünnow (Duninowo) bei Stolpmünde (Ustka) und wurde 1870 erbaut.
Seit der Reformation war die Kirche evangelisches Gotteshaus. 1945 wurde es zugunsten der römisch-katholischen Kirche enteignet. Am 4. September 1946 erhielt das Gebäude eine erneute Weihe und den Namen Kościół Podwyższenia Krzyża Świętego (Kirche zur Erhöhung des Heiligen Kreuzes).

### Kirchspiel bzw. Pfarrei
Vor 1945 war die Einwohnerschaft von Alt Järshagen fast ausnahmslos evangelischer Konfession. Der Ort war seit alters her Sitz eines Pfarrers, zu dessen Kirchspiel bis 1945 auch die Orte Neu Järshagen und Neu Kugelwitz gehörten, verbunden mit der Filialkirche in Alt Kugelwitz. Es lag im Kirchenkreis Rügenwalde der Kirchenprovinz Pommern der Kirche der Altpreußischen Union. Im Jahre 1940 zählte das Kirchspiel 1590 Gemeindeglieder.
Seit 1945 ist die Bevölkerung von Stary Jarosław überwiegend katholischer Konfession. Am 15. Januar 1974 errichtete die Römisch-katholische Kirche in Polen hier eine Pfarrei (Parafia), der die Filialkirche Kowalewice (Alt Kugelwitz) – wie auch vor 1945 – und die vor 1945 selbständige Kirche in Krupy (Grupenhagen) beigegeben wurden. Die Pfarrei, die zum Dekanat Darłowo im Bistum Köslin-Kolberg gehört, zählt heute 1690 Pfarrkinder.
Heute hier lebende evangelische Kirchenglieder gehören zum Kirchspiel Koszalin (Köslin) in der Diözese Pommern-Großpolen der Evangelisch-Augsburgischen Kirche in Polen.

### Pfarrer
Seit der Reformation waren in Järshagen 19 Geistliche tätig, von denen 15 deutsch-evangelisch und 4 polnisch-katholisch waren:
1. Joachim Treder sen. (1591)
2. Joachim Treder jun., (1594)
3. Philipp Halvepape, 1600–1639
4. Andreas Palow (Palovius), 1639–?
5. David Müller
6. Martin Schlutius
7. Martin Mischius, ?–1714
8. Johann Christian Panthenius, 1715–1743
9. Johann Heinrich Westphal, 1743–1781
10. Johann Gottfried Immanuel Panthenius, 1782–1820
11. Heinrich Christian Gotthilf Schumann, 1821–1857
12. Karl Friedrich Birkenfeld, 1857–1883
13. Paul Philipp Krockow, 1883–1910
14. Ernst Adam, 1911–1928
15. Johannes Heberlein, 1928–1945 (von Grupenhagen aus)

Katholische Pfarrer seit 1945
1. Sebastian Sojkowski, 1974
2. Bolesław Czapor, 1974–1985
3. Władysław Bartkowiak, 1985–1993
4. Andrzej Wróblewski, seit 1993

## Söhne und Töchter des Ortes
- Gerhard Kowalewski (1876–1950), deutscher Mathematiker und Hochschullehrer

## Verkehr
Alt Järshagen liegt auf halbem Wege der Woiwodschaftsstraße 205, die von Sławno (deutsch Schlawe) nach Darłowo (Rügenwalde) an der Ostsee führt. Die nächste Bahnstation befindet sich in 2 km Entfernung bei dem Nachbarort Nowy Jarosław (Neu Järshagen).